# Епархия Эквулобии
Епархия Эквулобии (лат. Dioecesis Ekvulobianus) — епархия Римско-католической церкви, расположенная в штате Анамбра (Нигерия) во главе с епископом-суффраганом в составе митрополии Оничи.
Учреждена 5 марта 2020 года путём выделения из епархии Авки. Первый епископ Эквулобии, Питер Эбере Окпалеке, был интронизирован 29 апреля 2020 года
Кафедральным собором епархии является церковь Святого Иосифа в Эквулобии.

## Ординарии епархии
- епископ Питер Эбере Окпалеке (с 29 апреля 2020 года)